# Zaamslagveer
Zaamslagveer (51° 19′ N, 3° 56′ L) é uma cidade dos Países Baixos, na província de Zelândia. Zaamslagveer pertence ao município de Terneuzen, e está situada a 30 km sudeste de Flessingue.
A área de Zaamslagveer, que também inclui as partes periféricas da cidade, bem como a zona rural circundante, tem uma população estimada em 120 habitantes.